# Regions culturals de Letònia

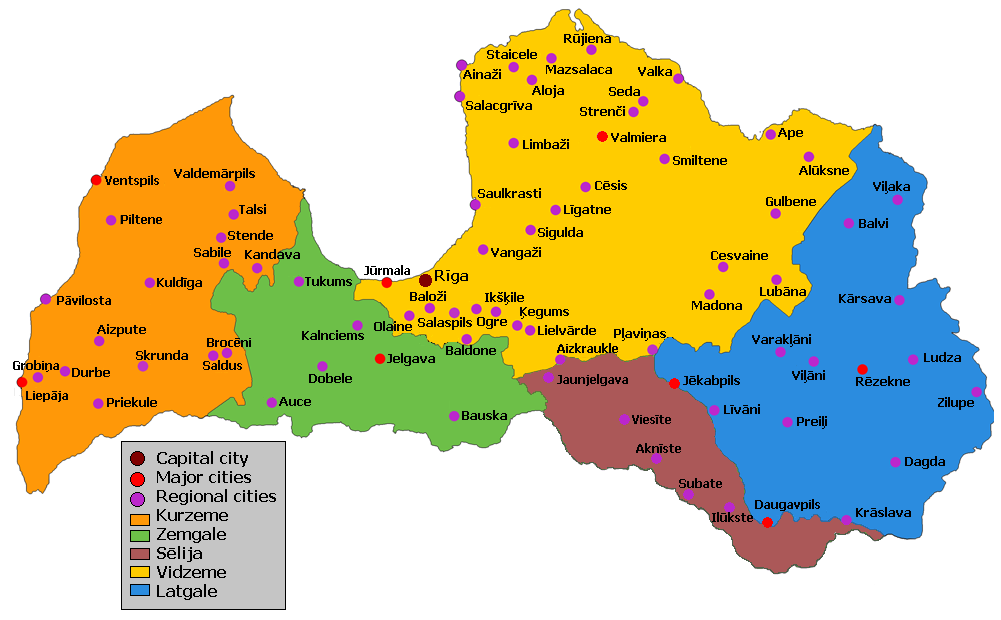
Regions culturals de Letònia amb les ciutats i pobles

Les regions culturals de Letònia comprenen diverses àrees dins de Letònia formalment reconegudes com a diferents de la resta del país. Si bé algunes d'aquestes regions són vistes simplement com a culturalment diferents, altres han estat històricament parts de diferents països i s'han utilitzat per a dividir el país per a fins administratius, entre d'altres. La Constitució de Letònia reconeix quatre regions diferents: Kurzeme, Zemgale, Latgale i Vidzeme.

## Regions
- Curlàndia (letó: Kurzeme, livonià: Kurāmō), la part més occidental de Letònia, que consisteix en les ciutats de Liepāja i Ventspils i els municipis de Aizpute, Alsunga, Brocēni, Dundaga, Durbe, Grobiņa, Kandava, Kuldīga, Nica, Pāvilosta, Priekulė, Roja, Rucava, Saldus, Skrunda, Talsi, Vaiņode i Ventspils.

- Semigallia (letó: Zemgale) és la part central de Letònia. Zemgale està limitada per Kurzeme a l'oest, el Golf de Riga, el Daugava i Vidzeme al nord, Selònia a l'est i la frontera amb Lituània al sud. Consisteix en la ciutat de Jelgava i els municipis de Auce, Baldone, Bauska, Dobele, Engure, Iecava, Jaunpils, Jelgava, Ozolnieki, Rundale, Tervete, Tukums i Vecumnieki. La Zemgale també inclou la part nord del Comtat de Šiauliai a Lituània.
  - Selònia (letó: Sēlija, Augšzeme) sovint es considera una part de Semigalia. Selònia comprèn la part oriental de la província de Semigallia de l'any 1939, que correspon aproximadament a parts dels antics raions d'Aizkraukles, Daugavpils i Jēkabpils al sud del riu Daugava. La Selònia tradicional també incloïa una part, al nord-est de Lituània. Porta el nom del Selonians.

- Vidzeme (Livonià: Vidūmō), que significa "Terra mitja", també es coneix com a Livland, tot i que comprèn només una petita part del Livland tradicional. L'actual Vidzeme és la part letona de la Livònia sueca i la Ciutat de Riga. Correspon més o menys als antics raions d'Alūksne, Cēsis, Gulbene, Limbaži, Madona, Valka i Valmiera i parts dels d'Aizkraukle, Ogre i Riga, situats al nord del riu Daugava.

- Letgàlia (letó: Latgale, Latgalià: Latgola), la part de Livònia encara en mans de la Confederació de Polònia i Lituània després del Tractat d'Altmark en 1629, anomenada Inflanty Voivodeship. És més o menys correspon als raions de Balvi, Kraslava, Ludza, Preiļi, Rēzekne i parts dels raions de Daugavpils i Jēkabpils del nord del riu Dvinà Occidental.

En alguns casos, Kurzeme i Zemgale es combinen en una regió. Això reflecteix la divisió política de Letònia entre 1629 i 1917, quan Kurzeme i Zemgale estaven junts, per primera vegada com el Ducat de Curlàndia i Semigàlia, posteriorment com a Governació de Curlàndia dins l'Imperi Rus, mentre que Vidzeme i Latgale eren políticament independents, tant de Curlàndia i uns de l'altre.
Des d'aquesta perspectiva, hi ha tres regions: Kurzeme (incloent Zemgale i Sēlija), Vidzeme i Latgale. Aquesta divisió ja no és d'ús comú, però es pot veure a l'escut de Letònia i al Monument a la Llibertat a Riga; ambdós contenen tres estrelles, que pertanyen a Kurzeme, Vidzeme i Latgale, que es van unir a Letònia el 1918.